# Coppa Libertadores 2002
L'edizione 2002 della Coppa Libertadores vide la vittoria dell'Olimpia.

## Turno preliminare (Messico e Venezuela)
26.09 Trujillanos Valera - Caracas 1:0(1:0)

1:0 José Félix Gutierrez 32
03.10 Monarcas Morelia -  América Meksyk 1:3(1:2)

0:1 Marcelo de Faria 17, 0:2 Jesús Mendoza 40, 1:2 Adrián Cano 45, 1:3 Leonardo Fabio Moreno 48
16.10 Trujillanos Valera - Monarcas Morelia 0:1(0:1)

0:1 Javier Lozano 11
18.10 Caracas - Monarcas Morelia 3:1(1:0)

1:0 Alexander Rondón 17, 2:0 Jorge Rojas 64, 3:0 Héctor González 79, 3:1 Javier Lozano 83
23.10 Trujillanos Valera -  América Meksyk 2:1(1:1)

1:0 Jovanny Rivero 19, 1:1 Leonardo Fabio Moreno 35, 2:1 Daniel Muñoz 65
25.10 Caracas -  América Meksyk 1:1(1:0)

0:1 Iván Zamorano 7, 1:1 Héctor González 72
31.10  América Meksyk - Monarcas Morelia 2:0

1:0 Iván Zamorano 67, 2:0 Christian Patiño 86
31.10 Caracas - Trujillanos Valera 3:0

1:0 Rodrigo Riep 55, 2:0 Héctor González 83, 3:0 Ederley Pereira 89k
20.11 Monarcas Morelia - Trujillanos Valera 3:0

1:0 José Antonio Noriega 11k, 2:0 José Antonio Noriega 83k, 3:0 Ismael Iñiguez 85
22.11  América Meksyk - Trujillanos Valera 7:1(3:1)

1:0 Iván Zamorano 18, 1:1 José Gutierrez 24, 2:1 Frankie Oviedo 33, 3:1 Iván Zamorano 41, 4:1 Leonardo Fabio Moreno 51, 5:1 Iván Zamorano 53, 6:1 José Enrique García 86, 7:1 Leonardo Fabio Moreno 92
27.11 Monarcas Morelia - Caracas 3:0(1:0)

1:0 Darío Franco 34, 2:0 José Antonio Noriega 49, 3:0 Alex Fernandes 90
29.11  América Meksyk - Caracas 1:0

1:0 Jess Mendoza 62
| Club               | G | V | N | P | Pti | GF | GS |
| ------------------ | - | - | - | - | --- | -- | -- |
| América Meksyk     | 6 | 4 | 1 | 1 | 13  | 15 | 5  |
| Monarcas Morelia   | 6 | 3 | 0 | 3 | 9   | 9  | 8  |
| Caracas            | 6 | 2 | 1 | 3 | 7   | 7  | 7  |
| Trujillanos Valera | 6 | 2 | 0 | 4 | 6   | 4  | 15 |

## Fase a gironi

### Gruppo 1
05.02 Alianza Lima - Cerro Porteño Asunción 0:0

06.02 Cobreloa Calama - São Caetano 2:1(1:0)

1:0 Cristián Gómez 45, 1:1 Wagner 56, 2:1 Mauricio Dinamarzo 67
13.02 São Caetano - Alianza Lima 4:0(1:0)

1:0 Serginho 21, 2:0 Brandão 55, 3:0 Brandão 71, 4:0 Daniel 75
19.02 Cerro Porteño Asunción - Cobreloa Calama 3:0(2:0)

1:0 César Ramirez 19, 2:0 Francisco Ferreira 39, 3:0 César Ramirez 80
26.02 Cobreloa Calama - Alianza Lima 5:0(1:0)

1:0 Cristián Gómez 2, 2:0 Juan Carlos Madrid 58, 3:0 Fernando Cornejo 63k, 4:0 Patricio Galaz 65, 5:0 Patricio Galaz 73
05.03 Cerro Porteño Asunción - São Caetano 1:3(1:1) (mecz w Ciudad del Este)

1:0 César Ramírez 22, 1:1 Wagner 30, 1:2 Rubens Cardoso 59, 1:3 Brandão 75
13.03 Cerro Porteño Asunción - Alianza Lima 2:0(0:0)

1:0 Jorge Achucarro 58, 2:0 Jorge Soto 64s
14.03 São Caetano - Cobreloa Calama 3:0(1:0)

1:0 Brandão 24, 2:0 Wagner 72, 3:0 Cristián Gómez 76s
28.03 Alianza Lima - São Caetano 0:3(0:3)

0:1 Wagner 22, 0:2 Brandão 30, 0:3 Messias 45
04.04 Cobreloa Calama - Cerro Porteño Asunción 3:0(1:0)

1:0 Patricio Galaz 37, 2:0 Mauricio Dinamarzo 54, 3:0 Osvaldo Canobbio 90
10.04 São Caetano - Cerro Porteño Asunción 0:1(0:0)

0:1 Jorge Achucarro 71
10.04 Alianza Lima - Cobreloa Calama 1:2(0:0)

0:1 Mauricio Dinamarzo 69, 1:1 Wilmer Aguirre 75, 1:2 Osvaldo Canobbio 87
| Club                   | G | V | N | P | Pti | GF | GS |
| ---------------------- | - | - | - | - | --- | -- | -- |
| São Caetano            | 6 | 4 | 0 | 2 | 12  | 14 | 4  |
| Cobreloa Calama        | 6 | 4 | 0 | 2 | 12  | 12 | 8  |
| Cerro Porteño Asunción | 6 | 3 | 1 | 2 | 10  | 7  | 6  |
| Alianza Lima           | 6 | 0 | 1 | 5 | 1   | 1  | 16 |

### Gruppo 2
07.02 Oriente Petrolero Santa Cruz de la Sierra - Grêmio Porto Alegre 2:4(2:2)

0:1 Rodrigo Mendes 19, 0:2 Rodrigo Mendes 20, 1:2 José Alfredo Castillo 31, 2:2 Fabio Giménez 43, 2:3 Rodrigo Mendes 73, 2:4Anderson 90
08.02 Cienciano Cuzco - 12 de Octubre Itauguá 3:0(0:0)

1:0 Héctor Hernández 49, 2:0 Héctor Hernández 74, 3:0 Germán Carty 80
13.02 Oriente Petrolero Santa Cruz de la Sierra - Cienciano Cuzco 3:1(1:0)

1:0 Roger Suárez 44, 2:0 Fabio Giménez 60, 3:0 José Alfredo Castillo 79, 3:1 Jean Garrafa 83
20.02 12 de Octubre Itauguá - Oriente Petrolero Santa Cruz de la Sierra 3:2(1:0) (mecz w Asunción)

1:0 José Mendieta 10, 1:1 José Alfredo Castillo 46, 2:1 César Cáceres 49, 3:1 César Cáceres 56, 3:2 Fabio Jiménez 63
20.02 Grêmio Porto Alegre - Cienciano Cuzco 2:0(1:0)

1:0 Fabio Bahiano 11, 2:0 Rodrigo Mendes 66
28.02 Grêmio Porto Alegre - Oriente Petrolero Santa Cruz de la Sierra 3:2(2:0)

1:0 Rodrigo Mendes 29, 2:0 Rodrigo Mendes 39, 3:0 Rodrigo Mendes 68, 3:1 Fabio Giménez 82, 3:2 Fabio Giménez 90
12.03 12 de Octubre Itauguá - Grêmio Porto Alegre 1:0(0:0) (w Asunción)

1:0 Luis Monzón 75
19.03 12 de Octubre Itauguá - Cienciano Cuzco 1:0(1:0) (w Asunción)

1:0 Raúl Román 26
02.04 Oriente Petrolero Santa Cruz de la Sierra - 12 de Octubre Itauguá 1:0(1:0)

1:0 José Alfredo Castillo 38
03.04 Cienciano Cuzco - Grêmio Porto Alegre 2:1(0:0)

1:0 Ernesto Zapata 49, 1:1 Rodrigo Mendes 62, 2:1 Gerardo Fernández 79
09.04 Grêmio Porto Alegre - 12 de Octubre Itauguá 1:0(0:0)

1:0 Anderson Lima 78
09.04 Cienciano Cuzco - Oriente Petrolero Santa Cruz de la Sierra 2:0(2:0)

1:0 Héctor Hernández 15, 2:0 César Ccahuantico 17
| Club                                      | G | V | N | P | Pti | GF | GS |
| ----------------------------------------- | - | - | - | - | --- | -- | -- |
| Grêmio Porto Alegre                       | 6 | 4 | 0 | 2 | 12  | 11 | 7  |
| Cienciano Cuzco                           | 6 | 3 | 0 | 3 | 9   | 8  | 7  |
| 12 de Octubre Itauguá                     | 6 | 3 | 0 | 3 | 9   | 5  | 7  |
| Oriente Petrolero Santa Cruz de la Sierra | 6 | 2 | 0 | 4 | 6   | 10 | 13 |

### Gruppo 3
05.02 Real Potosí - San Lorenzo de Almagro Buenos Aires 1:0(1:0)

1:0 Roberto Correa 19
05.02 Nacional Quito - Peñarol Montevideo 1:0(1:0)

1:0 Evelio Ordóñez 14
19.02 Peñarol Montevideo - Real Potosí 4:0(3:0)

1:0 Daniel Jimenez 20, 2:0 Carlos Bueno 35, 3:0 Fernando Fajardo 45, 4:0 Pablo Bengoechea 85k
26.02 San Lorenzo de Almagro Buenos Aires - Nacional Quito 1:0(1:0)

1:0 Alberto Acosta 9k
05.03 Real Potosí - Nacional Quito 2:4(1:2)

0:1 Evelio Ordóñez 7, 1:1 Cristian Reynaldo 23, 1:2 Evelio Ordóñez 34, 1:3 Daniel Valencia 79, 1:4 Daniel Valencia 88, 2:4 Richard Cueto 90
06.03 Peñarol Montevideo - San Lorenzo de Almagro Buenos Aires 1:0

1:0 Fabián Canobbio 76
12.03 Peñarol Montevideo - Nacional Quito 3:0(2:0)

1:0 Gabriel Cedrés 2, 2:0 Pablo Bengoechea 29k, 3:0 Joseph Akongo 90
12.03 San Lorenzo de Almagro Buenos Aires - Real Potosí 5:1(2:1)

1:0 Alberto Acosta 1, 1:1 Roberto Correa 34, 2:1 Claudio Sarría 43, 3:1 Diego Capria 58, 4:1 Raúl Estévez 73, 5:1 Guillermo Franco 90
19.03 Real Potosí - Peñarol Montevideo 6:1(2:0)

1:0 Raúl Cardozo 25, 2:0 Christian Reynaldo 26, 3:0 Christian Reynaldo 52, 4:0 Darwin Peña 55, 4:1 Gabriel Cedrés 65, 5:1 Wilder Zabala 81, 6:1 Christian Reynaldo 87
19.03 Nacional Quito - San Lorenzo de Almagro Buenos Aires 3:0(1:0)

1:0 Santiago Morales 42, 2:0 Evelio Ordóñez 69, 3:0 Angel Fernández 81
09.04 San Lorenzo de Almagro Buenos Aires - Peñarol Montevideo 0:2(0:2)

0:1 Gabriel Cedrés 8, 0:2 Pablo Gaglianone 20
09.04 Nacional Quito - Real Potosí 2:0(0:0)

1:0 Diego Herrera 64, 2:0 Franklin Anangonó 71
| Club                                | G | V | N | P | Pti | GF | GS |
| ----------------------------------- | - | - | - | - | --- | -- | -- |
| Peñarol Montevideo                  | 6 | 4 | 0 | 2 | 12  | 11 | 7  |
| Nacional Quito                      | 6 | 4 | 0 | 2 | 12  | 10 | 6  |
| San Lorenzo de Almagro Buenos Aires | 6 | 2 | 0 | 4 | 6   | 6  | 8  |
| Real Potosí                         | 6 | 2 | 0 | 4 | 6   | 10 | 16 |

### Gruppo 4
05.02 Atlético Paranaense Kurytyba - Bolívar La Paz 1:2(1:2)

0:1 Edgar Olivares 9, 1:1 Alex Mineiro 36, 1:2 Joaquín Botero 44
07.02  America Cali - Olmedo Riobamba 1:0(0:0)

1:0 Jorge Banguero 82
19.02 Olmedo Riobamba - Atlético Paranaense Kurytyba 2:1(1:1)

1:0 Max Mecías 10, 1:1 Alessandro 17, 2:1 Max Mecías 69
20.02 Bolívar La Paz -  America Cali 1:1(0:1)

0:1 Edison Nafla 24, 1:1 Rubén Tufiño 80
27.02 Atlético Paranaense Kurytyba -  America Cali 1:1(1:0)

1:0 Flavio Luiz 3, 1:1 Pablo Jaramillo 80
28.02 Olmedo Riobamba - Bolívar La Paz 4:1(1:0)

1:0 Carlos Caicedo 37, 2:0 Héctor González 49, 3:0 Daniel Mina 68, 3:1 Joaquín Botero 72k, 4:1 Miguel Prado 74k
05.03 Olmedo Riobamba -  America Cali 1:0(1:0)

1:0 Daniel Mina 42
12.03 Bolívar La Paz - Atlético Paranaense Kurytyba 5:5(1:5)

1:0 Miguel Mercado 14, 1:1 Kleberson 21, 1:2 Ilán 29, 1:3 Dagoberto 36, 1:4 Adriano 42, 1:5 Ilán 45, 2:5 Horacio Chiorazzo 59, 3:5 Martín Lígori 74, 4:5 Julio César Ferreira 83, 5:5 Horacio Chiorazzo 90
19.03 Atlético Paranaense Kurytyba - Olmedo Riobamba 2:0(1:0)

1:0 Luisinho Netto 27, 2:0 Luisinho Netto 84
21.03  America Cali - Bolívar La Paz 2:0(1:0)

1:0 Julián Vásquez 5, 2:0 Julián Vásquez 88
26.03 Bolívar La Paz - Olmedo Riobamba 2:0(2:0)

1:0 Joaquín Botero 26, 2:0 Horacio Chiorazzo 32
27.03  America Cali - Atlético Paranaense Kurytyba 5:0(1:0)

1:0 David Ferreira 20, 2:0 Edison Mafla 65, 3:0 Tressor Moreno 71, 4:0 Edison Mafla 78k, 5:0 Fabián Vargas 90pen
| Club                         | G | V | N | P | Pti | GF | GS |
| ---------------------------- | - | - | - | - | --- | -- | -- |
| America Cali                 | 6 | 3 | 2 | 1 | 11  | 10 | 3  |
| Olmedo Riobamba              | 6 | 3 | 0 | 3 | 9   | 7  | 7  |
| Bolívar La Paz               | 6 | 2 | 2 | 2 | 8   | 11 | 13 |
| Atlético Paranaense Kurytyba | 6 | 1 | 2 | 3 | 5   | 10 | 15 |

### Gruppo 5
05.02 Monarcas Morelia - Vélez Sarsfield Buenos Aires 0:0

06.02 Sporting Cristal Lima - Nacional Montevideo 3:4(1:1)

1:0 Julinho 38, 1:1 Richard Morales 45, 1:2 Oscar Morales 46, 1:3 Richard Morales 48, 1:4 Gustavo Méndez 82, 2:4 Flavio Maestri 86, 3:4 Flavio Maestri 90
21.02 Nacional Montevideo - Monarcas Morelia 3:3(2:1)

1:0 Walter Fabián Coelho 2, 1:1 Diego Galván 42, 2:1 Alejandro Lembo 43, 3:1 Andrés Scotti 67, 3:2 Flavio Davino 78, 3:3 José Noriega 90
26.02 Vélez Sarsfield Buenos Aires - Sporting Cristal Lima 1:0(1:0)

1:0 Roberto Nanni 13
05.03 Nacional Montevideo - Vélez Sarsfield Buenos Aires 2:2(1:0)

1:0 Richard Morales 35, 1:1 Roberto Nanni 52, 1:2 Federico Domínguez 68, 2:2 Richard Morales 80
05.03 Monarcas Morelia - Sporting Cristal Lima 4:0(3:0)

1:0 Hugo Chávez 7, 2:0 Alex Fernandes 10, 3:0 Flavio Davino 29, 4:0 Ismael Iñiguez 46
13.03 Vélez Sarsfield Buenos Aires - Monarcas Morelia 2:3(0:0)

1:0 Federico Domínguez 57k, 1:1 Alex Fernandes 68, 1:2 José Noriega 75, 1:3 Alex Fernandes 78, 2:3 Roberto Nanni 86
14.03 Nacional Montevideo - Sporting Cristal Lima 1:0(1:0)

1:0 Oscar Morales 28
20.03 Sporting Cristal Lima - Vélez Sarsfield Buenos Aires 2:3(2:2)

0:1 Federico Domínguez 3, 0:2 Emiliano Dudar 5, 1:2 Julinho 24, 2:2 Flavio Maestri 43, 2:3 Patricio Fuentes 72
04.04 Monarcas Morelia - Nacional Montevideo 4:2

1:0 José Antonio Noriega 4, 1:1 Gustavo Varela 15, 2:1 Alejandro Glaría 44, 2:2 Damían Rodríguez 52, 3:2 Alex Fernández 54, 4:2 José Antonio Noriega 64k
11.04 Sporting Cristal Lima - Monarcas Morelia 0:1

0:1 Alex Fernandes 1
11.04 Vélez Sarsfield Buenos Aires - Nacional Montevideo 0:1

0:1 Marco Vanzini 14
| Club                         | G | V | N | P | Pti | GF | GS |
| ---------------------------- | - | - | - | - | --- | -- | -- |
| Monarcas Morelia             | 6 | 4 | 2 | 0 | 14  | 15 | 7  |
| Nacional Montevideo          | 6 | 3 | 2 | 1 | 11  | 13 | 12 |
| Vélez Sarsfield Buenos Aires | 6 | 2 | 2 | 2 | 8   | 8  | 8  |
| Sporting Cristal Lima        | 6 | 0 | 0 | 6 | 0   | 5  | 14 |

### Gruppo 6
06.02 Wanderers Montevideo -  Emelec Guayaquil 3:1(2:0)

1:0 Julio de Souza 31, 2:0 Julio de Souza 46, 3:0 Claudio Dadomo 47, 3:1 Carlos Juárez 86k
13.02 Boca Juniors Buenos Aires - Santiago Wanderers Valparaíso 0:0

19.02 Santiago Wanderers Valparaíso - Wanderers Montevideo 1:1(1:0) (w Viña del Mar)

1:0 Cristián Gálvez 41, 1:1 Sergio Blanco 90k
27.02  Emelec Guayaquil - Boca Juniors Buenos Aires 1:2(0:0)

1:0 Luis Moreira 48, 1:1 Guillermo Barros Schelotto 81k, 2:1 Héctor Bracamonte 89
06.03 Boca Juniors Buenos Aires - Wanderers Montevideo 2:0(1:0)

1:0 Nicolás Burdisso 13, 2:0 Cristián Traverso 70
06.03  Emelec Guayaquil - Santiago Wanderers Valparaíso 1:1(0:0)

1:0 Carlos Juárez 68, 1:1 Jaime Riveros 75
13.03  Emelec Guayaquil - Wanderers Montevideo 0:1(0:0)

0:1 Sergio Blanco 85k
14.03 Santiago Wanderers Valparaíso - Boca Juniors Buenos Aires 1:0(0:0) (w Viña del Mar)

1:0 Silvio Fernández 47
20.03 Wanderers Montevideo - Santiago Wanderers Valparaíso 3:1(1:0)

1:0 Sebastián Eguren 30, 2:0 Silvio Fernández 55s, 3:0 Sergio Blanco 75, 3:1 Héctor Robles 80
20.03 Boca Juniors Buenos Aires -  Emelec Guayaquil 1:0(1:0)

1:0 Guillermo Barros Schelotto 24
10.04 Wanderers Montevideo - Boca Juniors Buenos Aires 0:2(0:0)

0:1 Walter Gaitán 69, 0:2 Cristián Giménez 81
10.04 Santiago Wanderers Valparaíso -  Emelec Guayaquil 2:1(0:0)

1:0 Silvio Fernández 49, 1:1 Pavel Caicedo 56, 2:1 Luis Zambrano 84s
| Club                          | G | V | N | P | Pti | GF | GS |
| ----------------------------- | - | - | - | - | --- | -- | -- |
| Boca Juniors Buenos Aires     | 6 | 4 | 1 | 1 | 13  | 7  | 2  |
| Wanderers Montevideo          | 6 | 3 | 1 | 2 | 10  | 8  | 7  |
| Santiago Wanderers Valparaíso | 6 | 2 | 3 | 1 | 9   | 6  | 6  |
| Emelec Guayaquil              | 6 | 0 | 1 | 5 | 1   | 4  | 10 |

### Gruppo 7
06.02  América Meksyk - Talleres Córdoba 2:0(0:0)

1:0 Marcelo Lipatín 67, 2:0 Hugo Castillo 69
14.02 River Plate Buenos Aires - Talleres Córdoba 0:0

20.02 Deportivo Tuluá -  América Meksyk 0:2(0:1) (w Pereira)

0:1 Hugo Castillo 38, 0:2 Jesús López Meneses 47
27.02 Talleres Córdoba - Deportivo Tuluá 2:1(1:0)

1:0 Federico Astudillo 43, 1:1 Álex Rodríguez 58, 2:1 Diego Garay 68
28.02 River Plate Buenos Aires -  América Meksyk 0:1(0:1)

0:1 Frankie Oviedo 21
07.03 River Plate Buenos Aires - Deportivo Tuluá 2:0(0:0)

1:0 Esteban Cambiasso 49, 2:0 Juan Ramón Esnaider 85
12.03 Deportivo Tuluá - Talleres Córdoba 4:2 (w Pereira)

1:0 Rogeiro Pereira 7, 2:0 Rogeiro Pereira 24, 3:0 Mayer Candelo 46, 3:1 Eber Fernández 59, 4:1 Marcos Ferreira 62, 4:2 Federico Astudillo 90
13.03  América Meksyk - River Plate Buenos Aires 0:0

21.03 Talleres Córdoba -  América Meksyk 0:1(0:1)

0:1 Luis Hernández 23
21.03 Deportivo Tuluá - River Plate Buenos Aires 2:5(0:2) (w Pereira)

0:1 Alejandro Domínguez 8, 0:2 Matías Lequi 37, 1:2 Alexander Posada 47, 1:3 Ariel Ortega 55, 1:4 Alejandro Domínguez 60, 1:5 Martín Demichelis 70, 2:5 Marcos Ferreira 79
11.04 Talleres Córdoba - River Plate Buenos Aires 1:1(0:0)

0:1 Marcelo Escudero 52, 1:1 Federico Astudillo 86
11.04  América Meksyk - Deportivo Tuluá 3:2

1:0 Ricardo Páez 17, 1:1 Oscar Díaz 19, 2:1 Marcelo Lipatín 47, 3:1 Moctezuma Serrato 64, 3:2 Frank Torres 73
| Club                     | G | V | N | P | Pti | GF | GS |
| ------------------------ | - | - | - | - | --- | -- | -- |
| América Meksyk           | 6 | 5 | 1 | 0 | 16  | 9  | 2  |
| River Plate Buenos Aires | 6 | 2 | 3 | 1 | 9   | 8  | 4  |
| Talleres Córdoba         | 6 | 1 | 2 | 3 | 5   | 5  | 9  |
| Deportivo Tuluá          | 6 | 1 | 0 | 5 | 3   | 9  | 16 |

### Gruppo 8
06.02 Once Caldas Manizales - Flamengo Rio de Janeiro 1:0

1:0 Sergio Galván Rey 48
14.02 Flamengo Rio de Janeiro - Universidad Católica Santiago 1:3

1:0 Felipe Mello 27, 1:1 Miguel Ramírez 48, 1:2 Arturo Norambuena 51, 1:3 Milovan Mirosevic 84
21.02 Olimpia Asunción - Once Caldas Manizales 3:2(2:2)

0:1 Sergio Galván 11, 1:1 Richart Báez 17, 2:1 Richart Báez 20, 2:2 Julio César Enciso 40s, 3:2 Miguel Angel Benítez 57
27.02 Universidad Católica Santiago - Olimpia Asunción 0:1(0:1)

0:1 Juan Carlos Franco 25
27.02 Flamengo Rio de Janeiro - Once Caldas Manizales 4:1(1:0)

1:0 Fernando 9, 1:1 Sergio Galván 46, 2:1 Roma 65, 3:1 Juninho 80k, 4:1 Juninho 82
06.03 Flamengo Rio de Janeiro - Olimpia Asunción 0:0

07.03 Once Caldas Manizales - Universidad Católica Santiago 3:0(1:0)

1:0 Léider Preciado 13, 2:0 Raúl Marín 90, 3:0 Raúl Marín 92
13.03 Universidad Católica Santiago - Flamengo Rio de Janeiro 2:1(1:1)

0:1 Felipe Mello 4, 1:1 Milovan Mirosevic 20, 2:1 Miguel Ramírez 64k
19.03 Once Caldas Manizales - Olimpia Asunción 2:1(1:0)

1:0 Francisco Foronda 10, 1:1 Mauro Caballero 66, 2:1 Sergio Galván 91
02.04 Olimpia Asunción - Universidad Católica Santiago 1:1(0:0)

0:1 Eduardo Arancibia 62, 1:1 Carlos Estigarribia 76
10.04 Olimpia Asunción - Flamengo Rio de Janeiro 2:0(1:0)

1:0 Gastón Córdoba 28, 1:1 Richart Báez 84
10.04 Universidad Católica Santiago - Once Caldas Manizales 3:1

1:0 Daniel Pérez 29, 1:1 Sergio Galván 45, 2:1 Iván Gabrich 58, 3:1 Arturo Norambuena 78
| Club                          | G | V | N | P | Pti | GF | GS |
| ----------------------------- | - | - | - | - | --- | -- | -- |
| Olimpia Asunción              | 6 | 3 | 2 | 1 | 11  | 8  | 5  |
| Universidad Católica Santiago | 6 | 3 | 1 | 2 | 10  | 9  | 8  |
| Once Caldas Manizales         | 6 | 3 | 0 | 3 | 9   | 10 | 11 |
| Flamengo Rio de Janeiro       | 6 | 1 | 1 | 4 | 4   | 6  | 9  |

## Fase a eliminazione diretta
|  | Ottavi di finale     | Ottavi di finale     | Ottavi di finale     |                   |                   | Quarti di finale | Quarti di finale | Quarti di finale |  |         | Semifinali    | Semifinali    | Semifinali    |  |             | Finale         | Finale         | Finale         |
|  | 23 aprile - 2 maggio | 23 aprile - 2 maggio | 23 aprile - 2 maggio |                   |                   | 7 - 16 maggio    | 7 - 16 maggio    | 7 - 16 maggio    |  |         | 9 - 17 luglio | 9 - 17 luglio | 9 - 17 luglio |  |             | 24 - 31 luglio | 24 - 31 luglio | 24 - 31 luglio |
|  |                      |                      |                      |                   |                   |                  |                  |                  |  |         |               |               |               |  |             |                |                |                |
|  | América              | 1                    | 4                    |                   |                   |                  |                  |                  |  |         |               |               |               |  |             |                |                |                |
|  | Cienciano            | 0                    | 1                    |                   |                   |                  |                  |                  |  |         |               |               |               |  |             |                |                |                |
|  | Cienciano            | 0                    | 1                    |                   | América           | 2                | 2                |                  |  |         |               |               |               |  |             |                |                |                |
|  |                      |                      |                      |                   | América           | 2                | 2                |                  |  |         |               |               |               |  |             |                |                |                |
|  |                      | Monarcas Morelia     | 1                    | 1                 |                   |                  |                  |                  |  |         |               |               |               |  |             |                |                |                |
|  | Monarcas Morelia     | Monarcas Morelia     | 1                    | 1                 | 5                 | 3                |                  |                  |  |         |               |               |               |  |             |                |                |                |
|  | Monarcas Morelia     |                      |                      |                   | 5                 | 3                |                  |                  |  |         |               |               |               |  |             |                |                |                |
|  | Olmedo               | 0                    | 2                    |                   |                   |                  |                  |                  |  |         |               |               |               |  |             |                |                |                |
|  | Olmedo               | 0                    | 2                    |                   |                   |                  |                  |                  |  | América | 0             | 1             |               |  |             |                |                |                |
|  |                      |                      |                      |                   |                   |                  |                  |                  |  |         | 0             | 1             |               |  |             |                |                |                |
|  | São Caetano          | 2                    | 1                    |                   |                   |                  |                  |                  |  |         |               |               |               |  |             |                |                |                |
|  | São Caetano          | 2                    | 1                    | São Caetano (dcr) | 1                 | 1 (4)            |                  |                  |  |         |               |               |               |  |             |                |                |                |
|  |                      |                      |                      | São Caetano (dcr) | 1                 | 1 (4)            |                  |                  |  |         |               |               |               |  |             |                |                |                |
|  | Univ. Católica       | 1                    | 1 (2)                |                   |                   |                  |                  |                  |  |         |               |               |               |  |             |                |                |                |
|  | Univ. Católica       | 1                    | 1 (2)                |                   | São Caetano (dcr) | 0                | 2 (3)            |                  |  |         |               |               |               |  |             |                |                |                |
|  |                      |                      |                      |                   | São Caetano (dcr) | 0                | 2 (3)            |                  |  |         |               |               |               |  |             |                |                |                |
|  |                      | Peñarol              | 1                    | 1 (1)             |                   |                  |                  |                  |  |         |               |               |               |  |             |                |                |                |
|  | Peñarol (dcr)        | Peñarol              | 1                    | 1 (1)             | 2                 | 2 (3)            |                  |                  |  |         |               |               |               |  |             |                |                |                |
|  | Peñarol (dcr)        |                      |                      |                   | 2                 | 2 (3)            |                  |                  |  |         |               |               |               |  |             |                |                |                |
|  | M. Wanderers         | 2                    | 2 (0)                |                   |                   |                  |                  |                  |  |         |               |               |               |  |             |                |                |                |
|  | M. Wanderers         | 2                    | 2 (0)                |                   |                   |                  |                  |                  |  |         |               |               |               |  | São Caetano | 1              | 1 (2)          |                |
|  |                      |                      |                      |                   |                   |                  |                  |                  |  |         |               |               |               |  |             | 1              | 1 (2)          |                |
|  | Olimpia (dcr)        | 0                    | 2 (4)                |                   |                   |                  |                  |                  |  |         |               |               |               |  |             |                |                |                |
|  | Olimpia (dcr)        | 0                    | 2 (4)                | Grêmio            | 2                 | 4                |                  |                  |  |         |               |               |               |  |             |                |                |                |
|  |                      |                      |                      | Grêmio            | 2                 | 4                |                  |                  |  |         |               |               |               |  |             |                |                |                |
|  | River Plate          | 1                    | 0                    |                   |                   |                  |                  |                  |  |         |               |               |               |  |             |                |                |                |
|  | River Plate          | 1                    | 0                    |                   | Grêmio            | 1                | 1                |                  |  |         |               |               |               |  |             |                |                |                |
|  |                      |                      |                      |                   | Grêmio            | 1                | 1                |                  |  |         |               |               |               |  |             |                |                |                |
|  |                      | Nacional             | 0                    | 1                 |                   |                  |                  |                  |  |         |               |               |               |  |             |                |                |                |
|  | América de Cali      | Nacional             | 0                    | 1                 | 0                 | 0                |                  |                  |  |         |               |               |               |  |             |                |                |                |
|  | América de Cali      |                      |                      |                   | 0                 | 0                |                  |                  |  |         |               |               |               |  |             |                |                |                |
|  | Nacional             | 1                    | 0                    |                   |                   |                  |                  |                  |  |         |               |               |               |  |             |                |                |                |
|  | Nacional             | 1                    | 0                    |                   |                   |                  |                  |                  |  | Grêmio  | 2             | 1 (4)         |               |  |             |                |                |                |
|  |                      |                      |                      |                   |                   |                  |                  |                  |  |         | 2             | 1 (4)         |               |  |             |                |                |                |
|  | Olimpia (dcr)        | 3                    | 0 (5)                |                   |                   |                  |                  |                  |  |         |               |               |               |  |             |                |                |                |
|  | Olimpia (dcr)        | 3                    | 0 (5)                | Cobreloa          | 0                 | 2                |                  |                  |  |         |               |               |               |  |             |                |                |                |
|  |                      |                      |                      | Cobreloa          | 0                 | 2                |                  |                  |  |         |               |               |               |  |             |                |                |                |
|  | Olimpia              | 2                    | 1                    |                   |                   |                  |                  |                  |  |         |               |               |               |  |             |                |                |                |
|  | Olimpia              | 2                    | 1                    |                   | Olimpia           | 1                | 1                |                  |  |         |               |               |               |  |             |                |                |                |
|  |                      |                      |                      |                   | Olimpia           | 1                | 1                |                  |  |         |               |               |               |  |             |                |                |                |
|  |                      | Boca Juniors         | 1                    | 0                 |                   |                  |                  |                  |  |         |               |               |               |  |             |                |                |                |
|  | Boca Juniors         | Boca Juniors         | 1                    | 0                 | 0                 | 2                |                  |                  |  |         |               |               |               |  |             |                |                |                |
|  | Boca Juniors         |                      |                      |                   | 0                 | 2                |                  |                  |  |         |               |               |               |  |             |                |                |                |
|  | El Nacional          | 0                    | 0                    |                   |                   |                  |                  |                  |  |         |               |               |               |  |             |                |                |                |